# Walentin Alexandrowitsch Grigorjew
Walentin Alexandrowitsch Grigorjew (russisch Валентин Александрович Григорьев; * 14. Oktober 1929 im Dorf Strelzy, Rajon Alexin; † 17. März 1995 in Moskau) war ein sowjetischer bzw. russischer Physiker und Hochschullehrer.

## Leben
Nach dem Mittelschulabschluss mit Silbermedaille 1947 in Podolsk studierte Grigorjew am Moskauer Energetischen Institut (MEI) in der Wärmeenergie-Fakultät (TEF) mit Abschluss 1953. Es folgte die dreijährige Aspirantur in der von der TEF abgespaltenen Industriewärmeenergie-Fakultät (PTEF). Nach dem Aspirantur-Abschluss blieb er am MEI und lehrte und forschte am Lehrstuhl für Trockner und Wärmetauscher. Er verteidigte 1958 seine Dissertation über Organosilicium-Wärmeträger mit Erfolg für die Promotion zum Kandidaten der technischen Wissenschaften. 1964 gründete er eine Arbeitsgruppe zur Untersuchung der Prozesse des Wärme- und Stoffaustauschs beim Sieden von Kühlflüssigkeiten, die er dann leitete und zu der auch Jewgeni Ametistow gehörte.
Das Zentralkomitee der KPdSU (ZK) berief Grigorjew 1966 als Instrukteur in die Abteilung für Wissenschaft und Hochschulen. Daneben setzte er mit seiner Arbeitsgruppe die wissenschaftliche Arbeit fort. Untersucht wurden die Siedeprozesse im freien Raum, in Kanälen, in Kapillaren und in dünnen Filmen, die durch Besprühen der Heizfläche hergestellt wurden. Die Ergebnisse waren die Basis für seine Doktor-Dissertation, die er 1971 mit Erfolg für die Promotion zum Doktor der technischen Wissenschaften verteidigte. Auf Bitte des Bildungsministeriums der UdSSR kehrte er 1972 ins MEI als wissenschaftlicher Prorektor mit Ernennung zum Professor zurück.
Mit Dmitri Labunzow gründete Grigorjew 1975 auf der Basis der Arbeitsgruppe Wiktor Brodjanskis den Lehrstuhl für Kühlungstechnik, der später der Lehrstuhl für niedrige Temperaturen wurde und den zunächst Labunzow und dann von 1977 bis 1985 Grigorjew leitete.
Als Anfang 1976 die Abberufung des bisherigen langjährigen MEI-Rektors Michail Tschilikin mit Berufung eines MEI-Fremden drohte, schlug Tschilikin mit Unterstützung des MEI-Parteikomitees den 1. Prorektor Grigorjew als Kandidaten vor, der schließlich im Februar 1976 zum MEI-Rektor berufen wurde. Unter Grigorjews Leitung wurden die Lehr- und Forschungseinrichtungen ausgebaut und die Arbeits-, Lebens- und Erholungsbedingungen der Studenten und Mitarbeiter verbessert. Am 9. Juli 1980 wurde das MEI für die Erfolge bei der Ausbildung hochqualifizierter Ingenieure und Wissenschaftler mit dem Orden der Oktoberrevolution ausgezeichnet. 1981 wurde Grigorjew zum Korrespondierenden Mitglied der Akademie der Wissenschaften der UdSSR (AN-SSSR, seit 1991 Russische Akademie der Wissenschaften (RAN)) gewählt.
1985 folgte Grigorjew wieder dem Ruf des ZK in die Abteilung für Wissenschaft und Hochschulen, deren Leiter er 1986 wurde (als Nachfolger Wadim Medwedews). Die MEI- und Lehrstuhlleitung gab er dafür auf, ohne die wissenschaftliche Tätigkeit aufzugeben. Mei-Rektor wurde nun Igor Orlow. 1989 kehrte Grigorjew ins MEI zurück und leitete das wissenschaftlich-technische Innovationszentrum für Energieeinsparung.
Grigorjew starb am 17. März 1995 in Moskau und wurde auf dem Friedhof in Podolsk begraben.

## Ehrungen, Preise
- Orden der Oktoberrevolution[2]
- Orden des Roten Banners der Arbeit[2]
- Verdienter Wissenschaftler und Techniker der RSFSR (1979)[2]
- Staatspreis der UdSSR (1985 mit J. W. Ametistow und J. M. Pawlow)[3]